# Murod Inoyatov
Murod Inoyatov (engl. Transkription Murad Inoyatov; * 13. November 1984 in Taschkent, SSR Usbekistan) ist ein usbekischer Tennisspieler.

## Karriere
Inoyatov spielte bis 2002 auf der ITF Junior Tour. In der Jugend-Rangliste erreichte er mit Rang 76 seine höchste Notierung.
Bei den Profis spielte Inoyatov 1999 sein erstes Turnier. Von Jahr zu Jahr arbeitete er sich in der Tennisweltrangliste weiter vor, bis er im Doppel 2004 die Top 500 erreichte und auf der drittklassigen ITF Future Tour seinen ersten Titel gewinnen konnte. 2002 spielte der Usbeke in seinem Heimatland sein einziges Match auf der ATP Tour, als er für das Doppel des Turniers in Taschkent eine Wildcard erhielt. Mit Dmitri Sitak verlor er das Auftaktmatch. 2003 wurde er erstmals für die usbekische Davis-Cup-Mannschaft nominiert. Nach seinem ersten Titel gewann er 2005 etwas überraschend bei einem seiner ersten Turniere auf der höherdotierten ATP Challenger Tour den Titel von Fargʻona mit Denis Istomin, wodurch er in der Rangliste um 130 Plätze aufstieg. Auch in Toljatti und Samarqand zogen sie ins Halbfinale ein. Im selben Zeitraum war er im Einzel deutlich weniger erfolgreich. Ebenfalls in Fargʻona zog er erstmals in ein Challenger-Viertelfinale ein. 2006 wurde das erfolgreichste Jahr für Inoyatov: Nach zwei Futuretiteln Anfang des Jahres gewann er mit Istomin die Titel in Pensa und St. Petersburg und stand vier weitere Male im Halbfinale. Im Oktober stand er auf seinem Karrierehoch im Doppel von Rang 172. 2007 schaffte er nicht die Erfolge zu wiederholen. Nur in Pensa konnte er das Finale erreichen und einen Futuretitel gewinnen, sodass er aus den Top 300 fiel. Von 2007 bis 2009 gewann er jeweils einen weiteren Futuretitel. In Taschkent zog er 2009 das letzte Mal in ein Challenger-Finale ein, das er mit Istomin zu seinem vierten und letzten Titel konvertierte. Die erfolgreichste Zeit für Inoyatovs im Einzel war 2008 bis 2010, als er seine einzigen Futuretitel gewann und Platz 437 erreichte. 2010 gewann er mit seinem Land die Silbermedaille bei den Asienspielen. 2011 besiegte er in seiner Heimatstadt beim Challenger die Nummer 181 der Welt, Dominik Meffert, und damit seinen am zweithöchsten notierten Gegner. Mit dem Viertelfinaleinzug stellte er sein bestes Challengerergebnis im Einzel ein. 2012 spielte er sein letztes Turnier in Fargʻona, wo er mit Izak van der Merwe die Nummer 159 besiegte und in der zweiten Runde ausschied. Seinen letzten Davis-Cup-Einsatz hatte er ebenfalls 2012. Seine Bilanz ist 7:14.
In seiner Karriere gewann Inoyatov zwei Einzel- und sieben Doppeltitel auf der Future Tour sowie vier Challenger-Doppeltitel.

## Erfolge
| Legende (Anzahl der Siege) |
| Grand Slam                 |
| ATP Finals                 |
| ATP Tour Masters 1000      |
| ATP Tour 500               |
| ATP Tour 250               |
| ATP Challenger Tour (4)    |

### Doppel

#### Turniersiege
| Nr. | Datum            | Turnier        | Belag     | Partner       | Finalgegner                       | Ergebnis         |
| --- | ---------------- | -------------- | --------- | ------------- | --------------------------------- | ---------------- |
| 1.  | 20. Mai 2005     | Fargʻona       | Hartplatz | Denis Istomin | Lu Yen-hsun Danai Udomchoke       | 6:1, 6:3         |
| 2.  | 22. Juli 2006    | Pensa          | Hartplatz | Denis Istomin | Denis Mazukewitsch Artem Sitak    | 6:1, 6:3         |
| 3.  | 13. August 2006  | St. Petersburg | Sand      | Denis Istomin | David Guez Édouard Roger-Vasselin | 4.6, 6:4, [10:5] |
| 7.  | 18. Oktober 2009 | Taschkent      | Hartplatz | Denis Istomin | Jiří Krkoška Lukáš Lacko          | 7:64, 6:4        |